# Trégaté
Trégaté est un village situé sur la commune de Batz-sur-Mer, dans le département français de la  Loire-Atlantique.

## Présentation

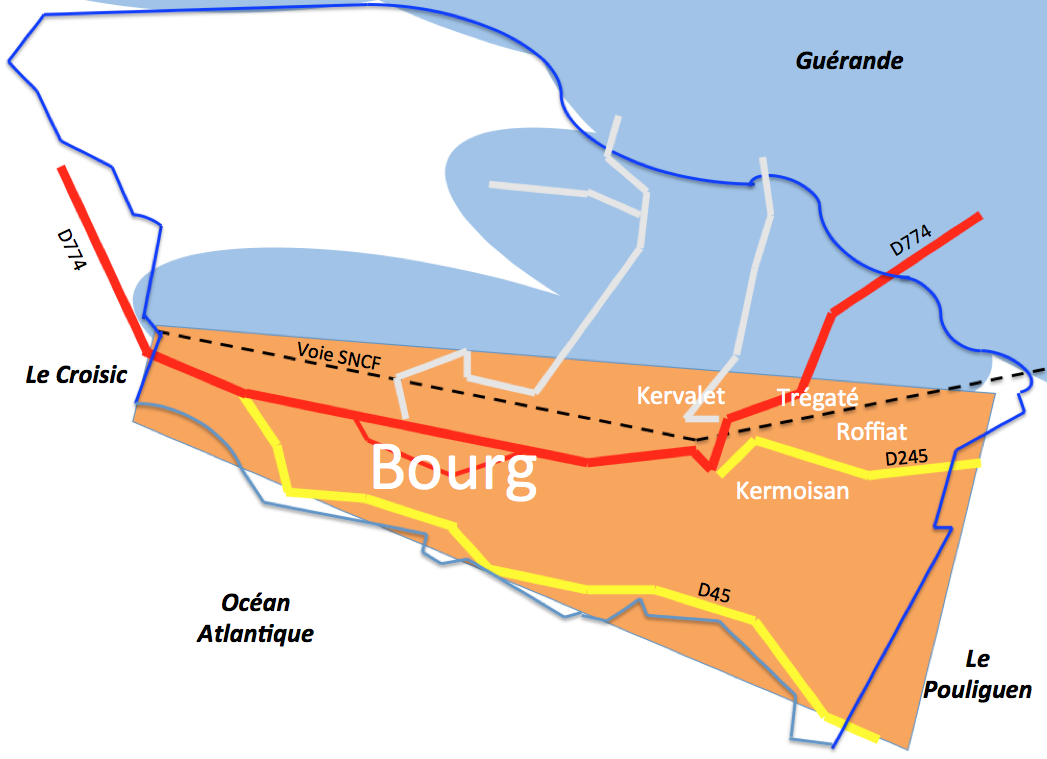
Morphologie urbaine de Batz-sur-Mer
En bleu clair : les marais salants.
En orange : l’emprise urbaine.
Trait bleu foncé : limites territoriales.

Le hameau est l’un des quatre villages principaux de Batz-sur-Mer, outre Kermoisan, Kervalet et Roffiat. 
Trégaté est un écart ouvert du côté sud, mais la partie orientée vers le marais est traditionnellement protégée par des murs souvent aveugles et des murs de pierres sèches.

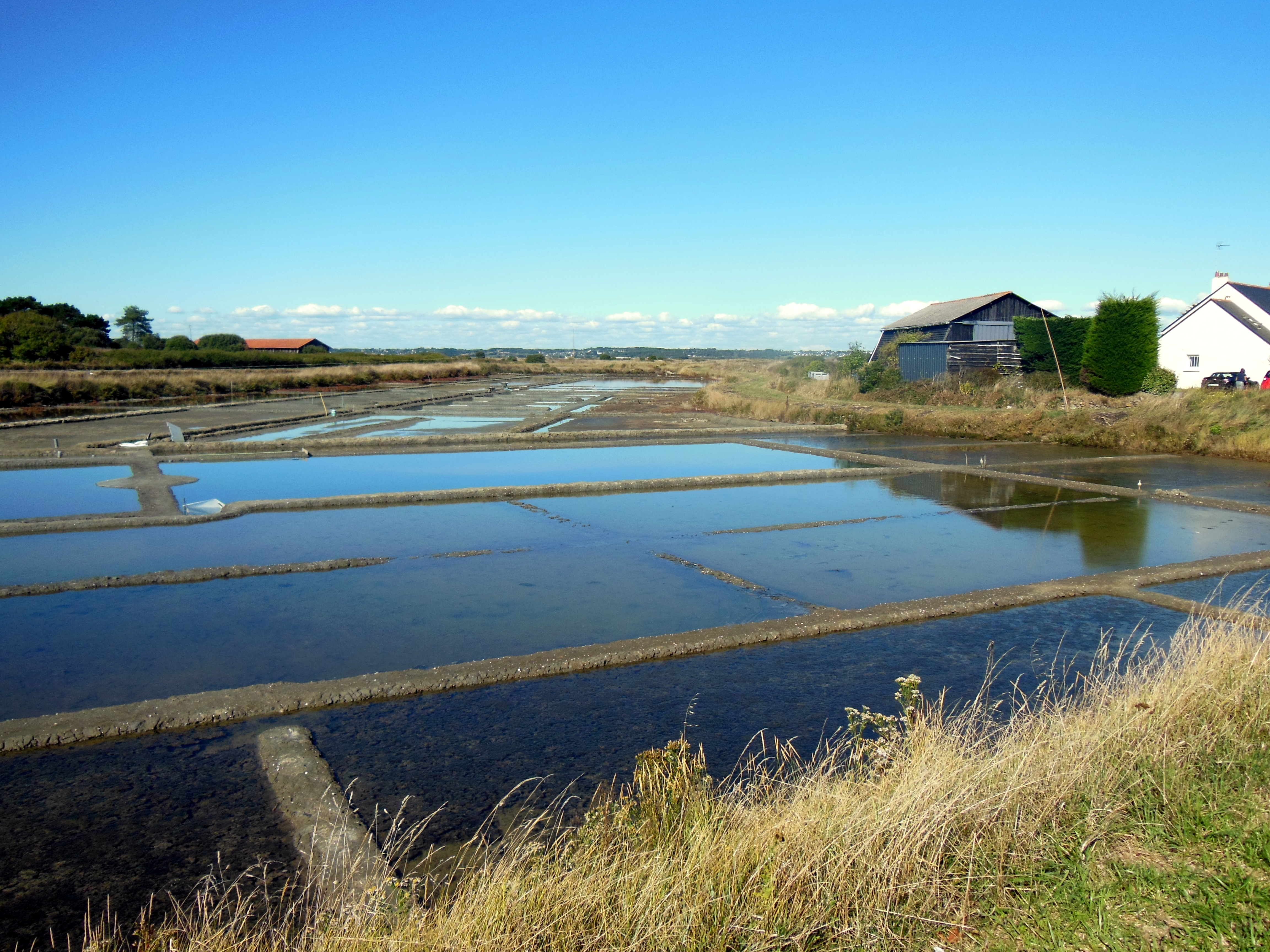
Marais salant en bordure de village
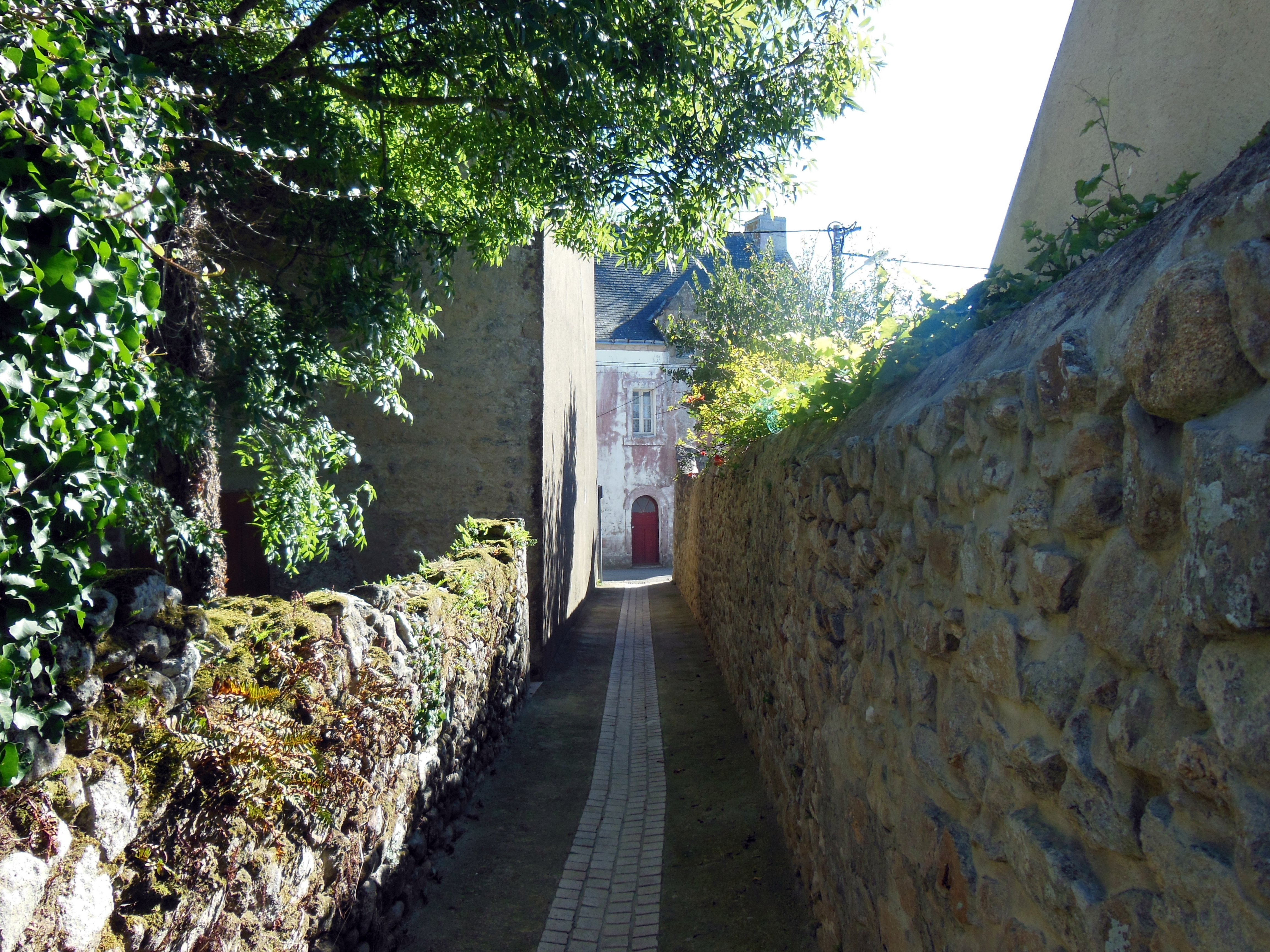
Venelle des Guinche bordée de murs en pierre

Trégaté, hameau aux maisons blanches qui s’avance dans les marais, possède une place sur laquelle se dresse une croix de granit, deux fois brisée, lors d'accidents routiers et restaurée en 1960 — par Jean Fréour — et 2009.

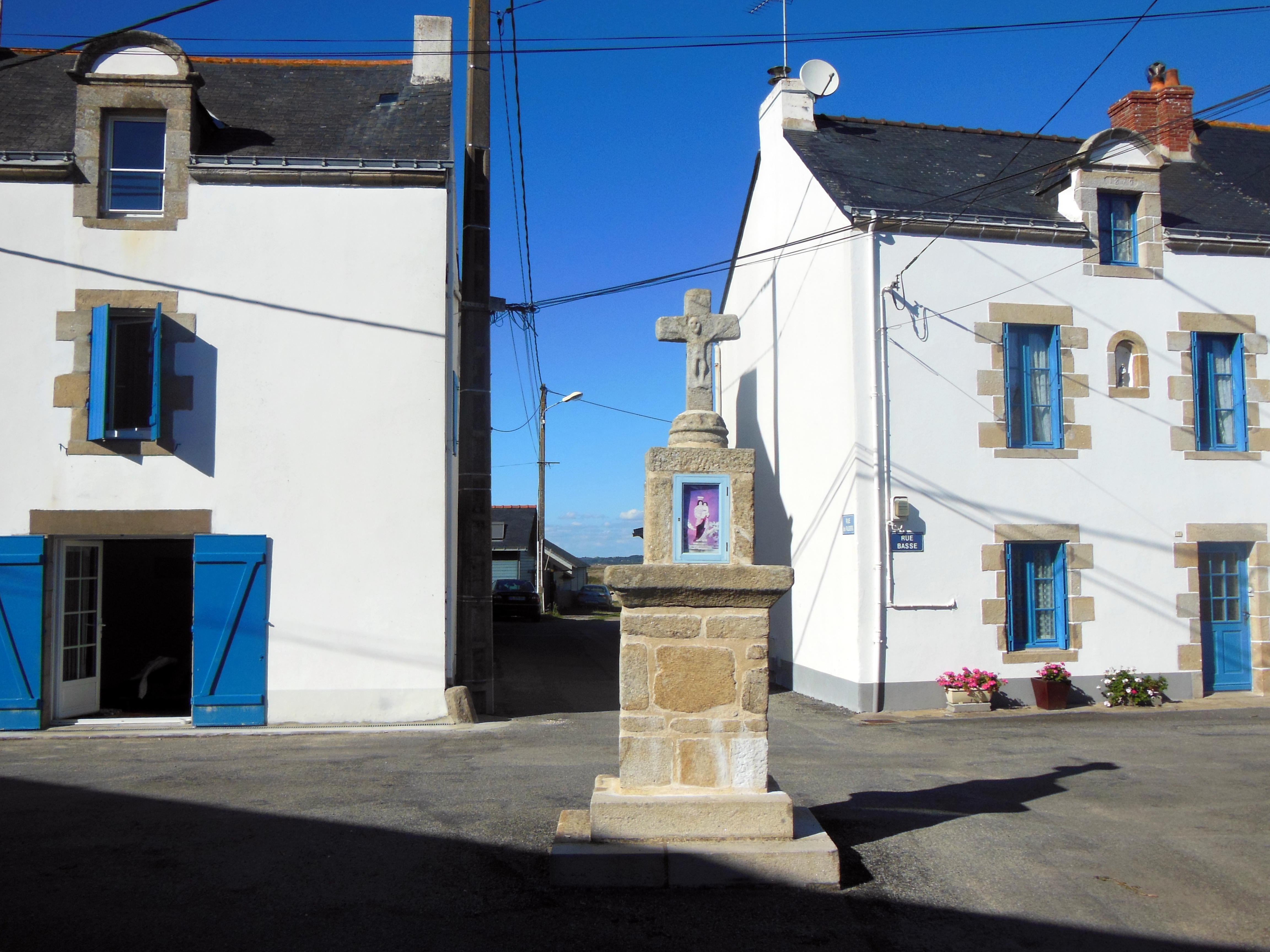
Place (à l'angle de la rue Basse et de la rue des Paludiers) et croix en granit
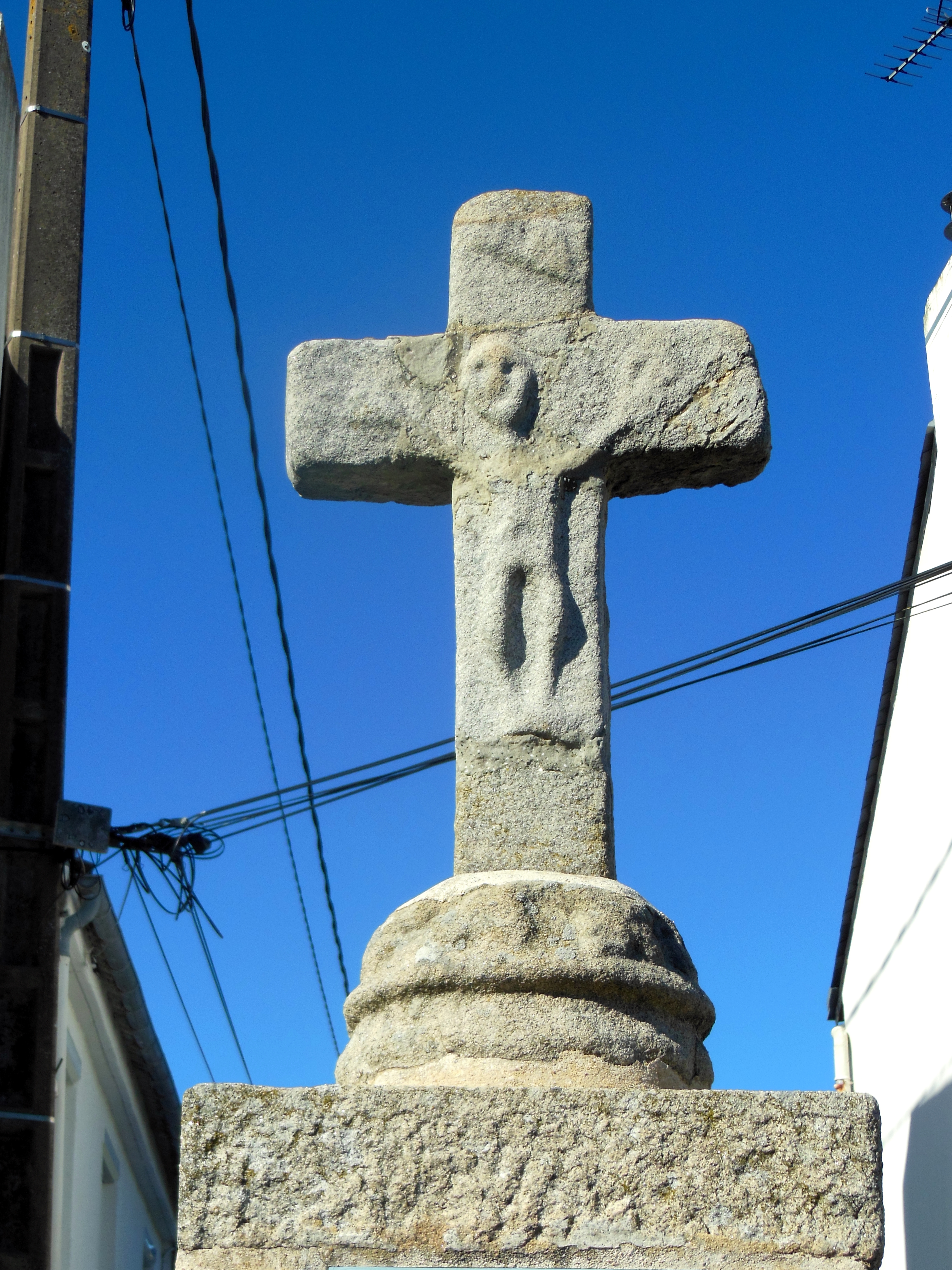
Christ en croix
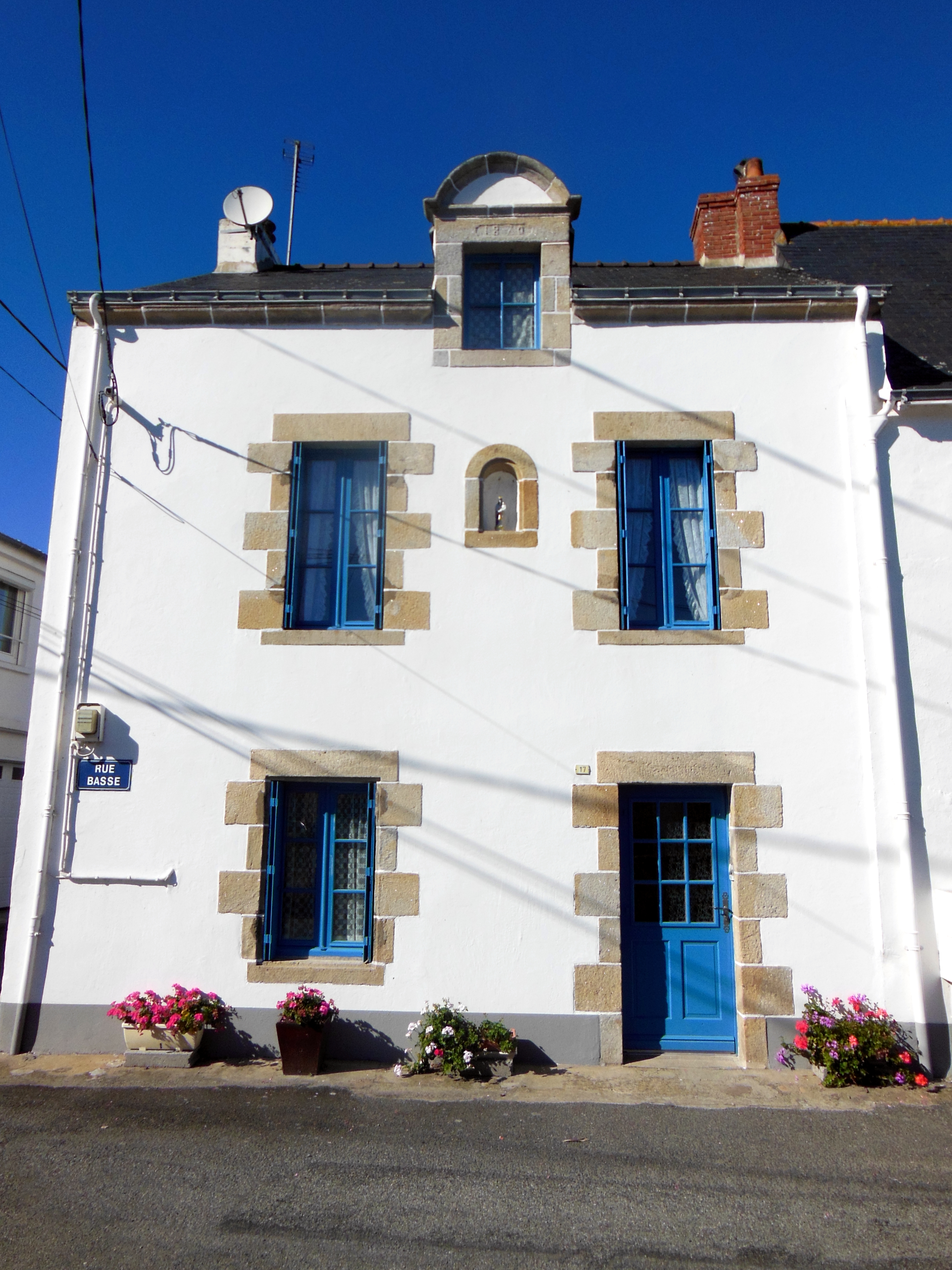
Maison blanche ancienne (1870)

Le hameau type s'articule à partir de la structure de village-rue, se complexifiant par l'adjonction de venelles ou de places. Les maisons doubles, dites « sous même couverture » sont fréquentes, le pignon central s'arrêtant souvent au niveau du plancher du grenier, prolongé en hauteur par une cloison de sapin. Il arrive que des bâtiments soient en recul par rapport à l'alignement de la rue ; les maisons disposent alors d'une issue privative, formant une placette libre nommée porh en breton de Batz-sur-Mer, utilisée souvent comme aire de travail — stockage de fumier, battage du grain ou présence d'un appentis ou d'un puits —, pouvant donner naissance à une place quadrangulaire, parfois communautaire. Une illustration de la fin du XVIIe siècle de cette évolution est visible au village de Trégaté : « […] couvert d'ardoize, avec un appantif et court construite depuis peu cernée de ses murailles ».
Les maisons des marais datées les plus anciennes sont situées à Trégaté (1634 et peut-être 1636).

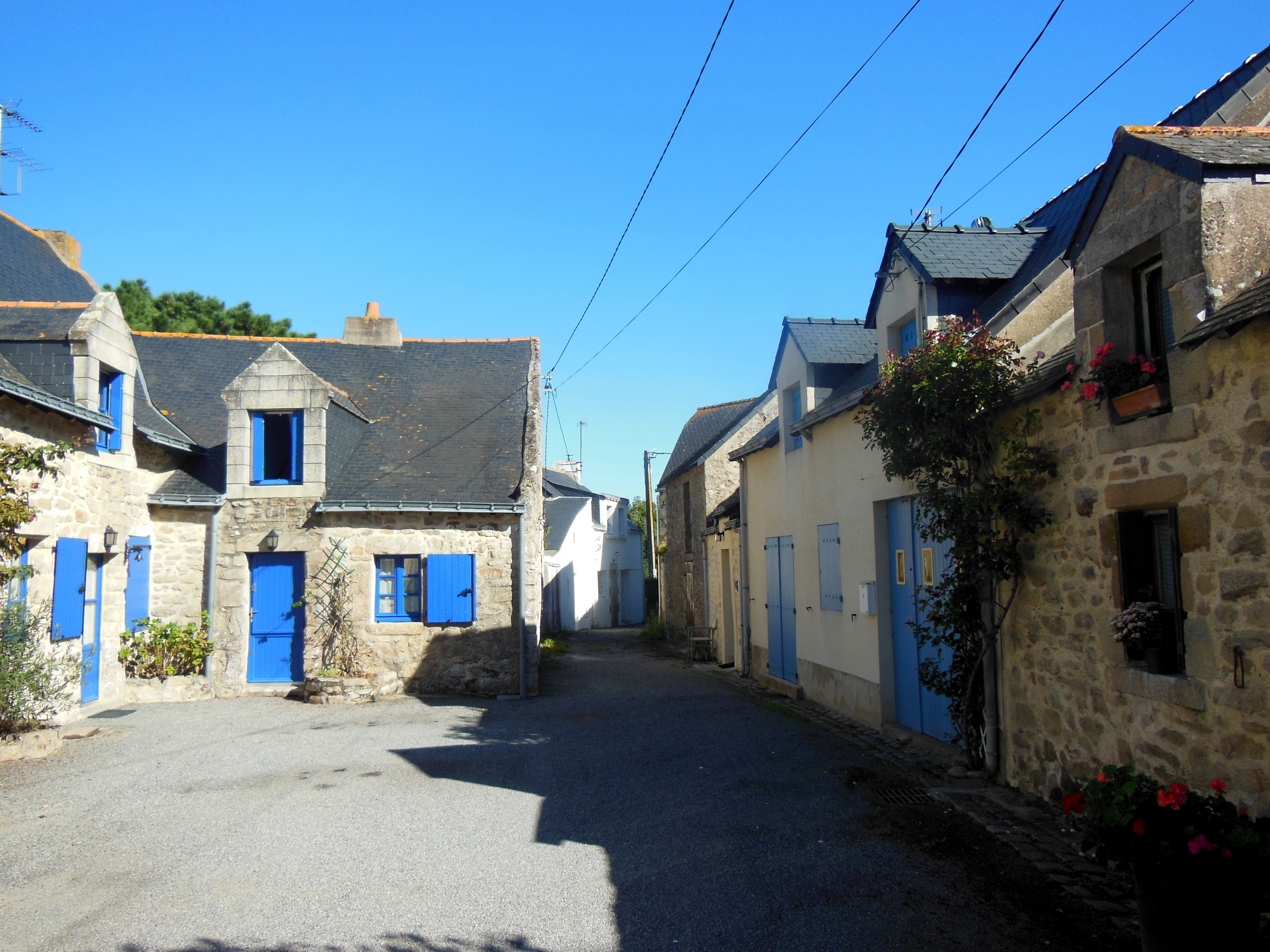
Petite place (à l'angle de la rue des Paludiers et du passage de Keranic) et maisons doubles

L'autosubsistance des habitants implantés dans les marais a justifié des activités parallèles à la culture et au transport du sel, et en particulier la culture agricole, attestée depuis au moins le XVe siècle. On cultive alors les plantes potagères et le seigle, tout en conservant des étendues de landes pour le bétail. La viticulture est également présente, puisque le hameau de Clis sur la commune voisine de Guérande compte dès 1636 un « presoir avecq son esquipaige » et qu'un autre est recensé à Trégaté en 1688.
En 1886, l'enquête de Sébillot indique que le breton, s'il est éteint dans toutes les autres communes situées au sud de la Vilaine, est encore parlé au Bourg-de-Batz. Cette information est confirmée en 1887 par Alcide Leroux, qui dit que « dans quatre villages de […] Bourg-de-Batz [… Kermoisan, Kervalet, Trégaté et Roffiat …], les personnes de 40 ans connaissent toutes le breton ».

## Histoire
Le cartulaire de Redon, conservé aux archives historiques du diocèse de Rennes, atteste d'une population bretonne à Batz au haut Moyen Âge : « L’existence d'une population bretonne à Batz […], est confirmée par le cartulaire de Redon. Une demi-douzaine de chartes de la seconde moitié du IXe siècle conserve le nom de notables de l’île […]. » Ainsi la saline Sissal est attestée dans les chartes du IXe siècle avoir appartenu à Saluus, notable et propriétaire de salines, tout comme est mentionné Caté, du village de Trégaté.

## Toponymie
Selon Fernand Guériff, Trégaté signifie en breton « le passage du lièvre ».